# Pieve di San Giovanni Battista (Casenovole)
La pieve di San Giovanni Battista, storicamente nota come chiesa di San Vincenzo, è un edificio religioso situato nel territorio comunale di Civitella Paganico. La sua ubicazione è presso il Castello di Casenovole, di cui costituiva inizialmente la cappella gentilizia.

## Storia
Le origini del luogo di culto risalgono all'epoca tardomedievale, più precisamente ai primi anni del Trecento, quando era intitolata a San Vincenzo e citata nelle rationes decimarum dell'Arcidiocesi di Siena come suffraganea della perduta Pieve di San Giovanni Battista a Montecodano, ubicata presso la località di Montecuriano.
Originariamente sorto come cappella gentilizia delle famiglie che controllavano l'attiguo Castello di Casenovole, in epoca rinascimentale l'edificio religioso, ancora dedicato a San Vincenzo, fu elevato a pieve, quasi certamente a seguito dell'abbandono dell'edificio plebano di cui era suffraganeo, di cui poi assunse la denominazione, venendo intitolata da quel momento in poi a San Giovanni Battista: il cambio di denominazione avvenne verso la fine del Cinquecento.
Nel corso del Seicento la pieve era divenuta sede temporanea di una locale congregazione di frati dell'ordine dei Domenicani.
In epoca moderna, l'edificio religioso fu ristrutturato prima verso la metà dell'Ottocento ed infine durante gli anni venti del secolo scorso.

## Descrizione
La pieve di San Giovanni Battista si presenta come un semplice edificio religioso ad aula unica e a pianta rettangolare, con strutture murarie esterne rivestite in pietra. Le due ristrutturazioni avvenute tra l'Ottocento e il Novecento hanno fatto perdere gran parte degli originari elementi stilistici del periodo medievale, che si caratterizzavano per una prevalenza del gotico.
Il campanile a vela fu aggiunto durante gli interventi di ristrutturazione avvenuti nella prima metà del secolo scorso, che hanno conferito all'antico complesso religioso un prevalente stile eclettico.